# Lucjusz Apulejusz Saturninus

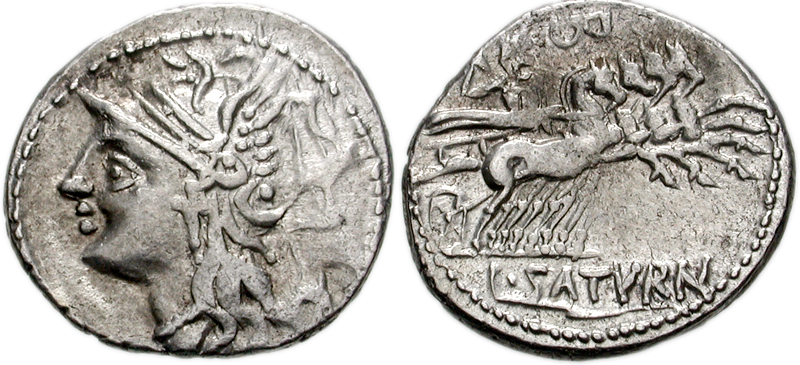
Moneta Lucjusza Apulejusza Saturninusa

Lucjusz Apulejusz Saturninus (zm. 100 r. p.n.e.) – rzymski popular i trybun ludowy; polityczny sojusznik Gajusza Mariusza. Upadek Saturninusa spowodował ogromne zachwianie politycznej potęgi Mariusza, który wycofał się na jakiś czas z życia publicznego.

## Życiorys

### Kwestor
W roku 104 p.n.e. pełnił urząd kwestora i nadzorował obrót ziarnem w Ostii, ale został usunięty przez senat rzymski i zastąpiony przez Marka Emiliusa Skaurusa, jednego z głównych członków stronnictwa optymatów. Twierdząc, że został odwołany z urzędu niesprawiedliwie, przystąpił do opozycyjnego stronnictwa popularów.

### Pierwszy trybunat
W roku 103 p.n.e. został wybrany na trybuna ludowego. Zawarł umowę z Gajuszem Mariuszem. W celu uzyskania przychylności sławnego wodza zaproponował, aby każdy z jego żołnierzy weteranów otrzymał przydział 100 jugerów w prowincji rzymskiej Africa. Miał dużą w rolę w wybraniu Mariusza na konsula po raz czwarty w roku 102 p.n.e.
Okazja do odpłacenia się nobilom przytrafiła się już w 101 roku p.n.e. Dyplomaci króla Mitrydatesa VI przybyli wówczas z łapówką do senatu. Saturninus naopowiadał owym dyplomatom wiele rzeczy, które odebrali jako zniewagę. Miał stanąć przed sądem, jednak uniknął tego, uciekając się do argumentum ad misericordiam. Pierwszemu trybunatowi Saturninusa przypisuje się ustawę majestas, której dokładne przepisy nie są znane, ale wiadomo, że chodziło o wzmocnienie pozycji trybuna, jak i stronnictwa popularów.
Jednym z głównych przeciwników politycznych Saturninusa był Kwintus Cecyliusz Metellus Numidyjski, który próbował usunąć go z senatu.

### Drugi trybunat
Mariusz, po powrocie z Rzymu, po swoim zwycięstwie nad Cymbrami, wszedł w dobre stosunki z Saturninusem oraz Gajuszem Serwiliuszem Glaucją. Stworzyli oni rodzaj triumwiratu, który zdobył pewną popularność, zwłaszcza wśród weteranów Mariusza. W drodze przekupstwa i zabójstwa, w 100 r.p.n.e. Mariusz został konsulem po raz szósty, Glaucja pretorem, natomiast Saturninus po raz drugi objął urząd trybuna ludowego. Wtedy zaproponował on ustawę agrarną (łac. lex agraria). Szczegóły tej ustawy są mało znane. Saturninus zamierzał przydzielić weteranom Mariusza działki w Afryce po 100 jugerów. Ponadto Saturninus chciał podzielić między obywateli rzymskich nowo zdobyte tereny w Galii Cisalpińskiej, odebrane Gallom przez Cymbrów, a odzyskane przez Mariusza. Przewidywał również założenie licznych kolonii na Sycylii, Achai i Macedonii za złoto pochodzące ze złupienia świątyni w Tuluzie przez Kwintusa Serwiliusza Cepiona. Zaproponował on także nową lex frumentaria, na mocy której cena zboża za 1 modius miała być obniżona do 5/6 asa. Wszystkie te projekty, mające na celu zaspokojenie interesów weteranów, spotkały się z zaciekłym oporem senatu. Wokół tych projektów rozgorzała zaciekła walka - obie strony użyły środków przemocy, aby tylko zrealizować swoje cele. Ostatecznie projekty Saturnina zostały uchwalone na zgromadzeniu przy czynnym poparciu weteranów Mariusza, a senatorowie musieli zaprzysiąc wierność nowym ustawom. Nikt z nich nie ośmielił się sprzeciwić, z wyjątkiem Metellusa Numidyjskiego, który został skazany na wygnanie.

### Upadek i śmierć
W 100 r.p.n.e. Saturninus ubiegał się o kolejną kadencję na stanowisku trybuna ludowego, natomiast Glaucja pragnął zostać konsulem. Pierwszym konsulem został Marek Antoniusz Orator. Stronnictwo popularów zamordowało innego kandydata na to stanowisko, który zdawał się mieć większe od Glaucji szanse na sukces, Gajusza Memmiusza. Sprawa ta wywołała zbulwersowanie w Rzymie, a senat ogłosił Glaucję i Saturninusa wrogami publicznymi i wezwał Mariusza, będącego nadal urzędującym konsulem, do obrony państwa. W tych okolicznościach Mariusz nie miał wyboru i musiał obrócić się przeciwko swoim stronnikom. Saturninus przegrał potyczkę na Forum Romanum i zabarykadował się z wiernymi sobie ludźmi na Kapitolu, senat odciął jednak wodę, co zmusiło popularów do kapitulacji. Mariusz zapewnił, że oszczędzi ich życie i osadził Saturninusa i Glaucję oraz ich stronników w gmachu kurii, jednak co gwałtowniejsi arystokraci wspięli się na dach, ściągnęli dachówki i ukamienowali Saturninusa oraz wielu innych ludzi będących w środku. Glaucja próbował uciekać, jednał został złapany i zabity.

## Potomkowie
Córka Saturninusa, Apuleja, mimo hańby rodziny, wyszła dobrze za mąż i stała się matką dwóch konsulów, w tym Marka Emiliusza Lepidusa, późniejszego triumwira.